# 仮面

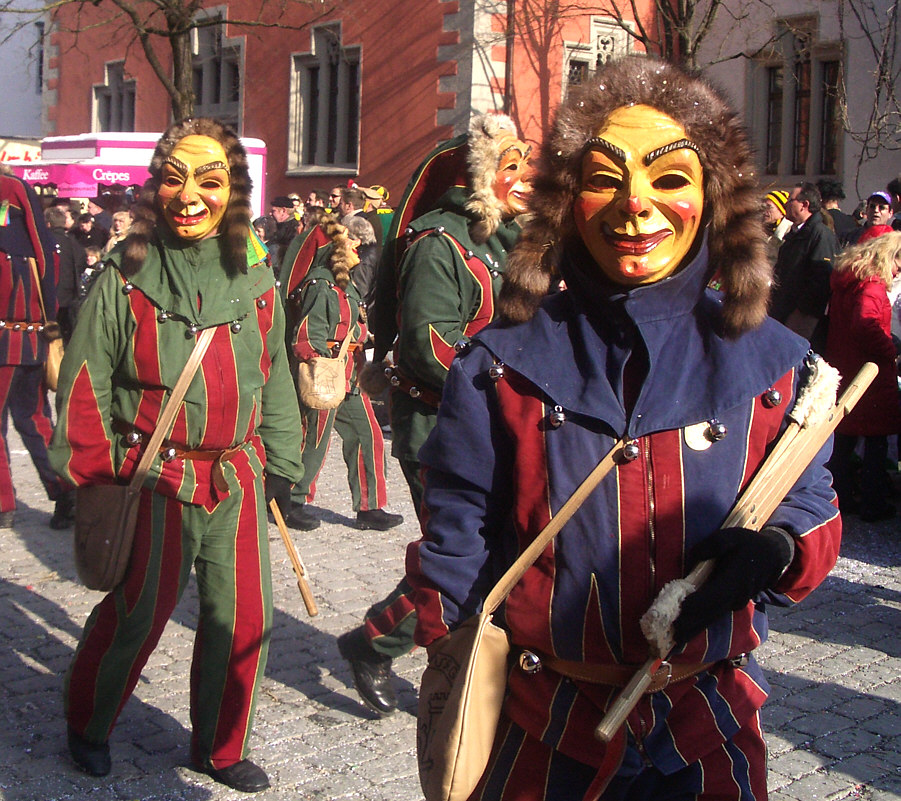
仮面をかぶったカーニバルの参加者

仮面（かめん）もしくはマスク（英: mask）とは、人体のうち顔の一部または全体に被るもの、または覆うものを指す。頭部まで覆うものを含めることもある。
英語のmaskやフランス語のmasqueは仮面やマスクと訳されるが、以下の通り定義の範囲は同一でなくずれがある（例として剣道の面やガスマスクなどはmaskであるが仮面とは呼ばれない。フランス語のmasqueは英語のmaskと同じ意味であるが、単体で仮面劇という意味もある。）。
日本語における「仮面」とは、顔を隠し正体を分からなくするために用いられる（覆面）、あるいは儀式や演劇や祭礼などの時に役になりきるために使われるなど、ペルソナに関わる用具としての意味合いに特化しており、本項でもそれらについて記述する。
一方、鼻や口などを中心に衛生・防護目的で覆う実務的なものについては日本語の「仮面」の範疇には含まれず、専ら外来語で「マスク」と呼ばれる。

## 仮面の意義

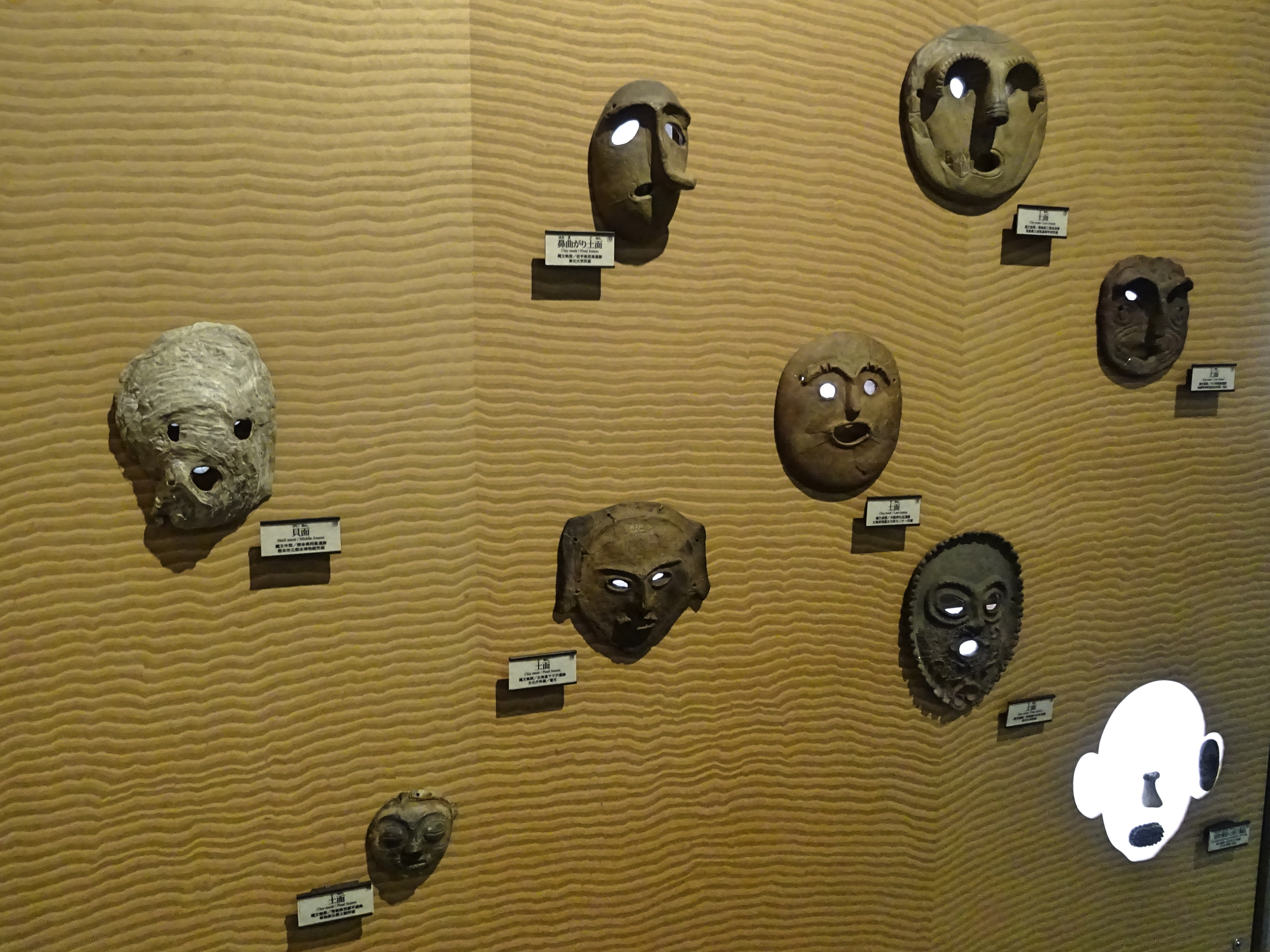
縄文時代の面（土面、貝面）。新潟県立歴史博物館の展示。

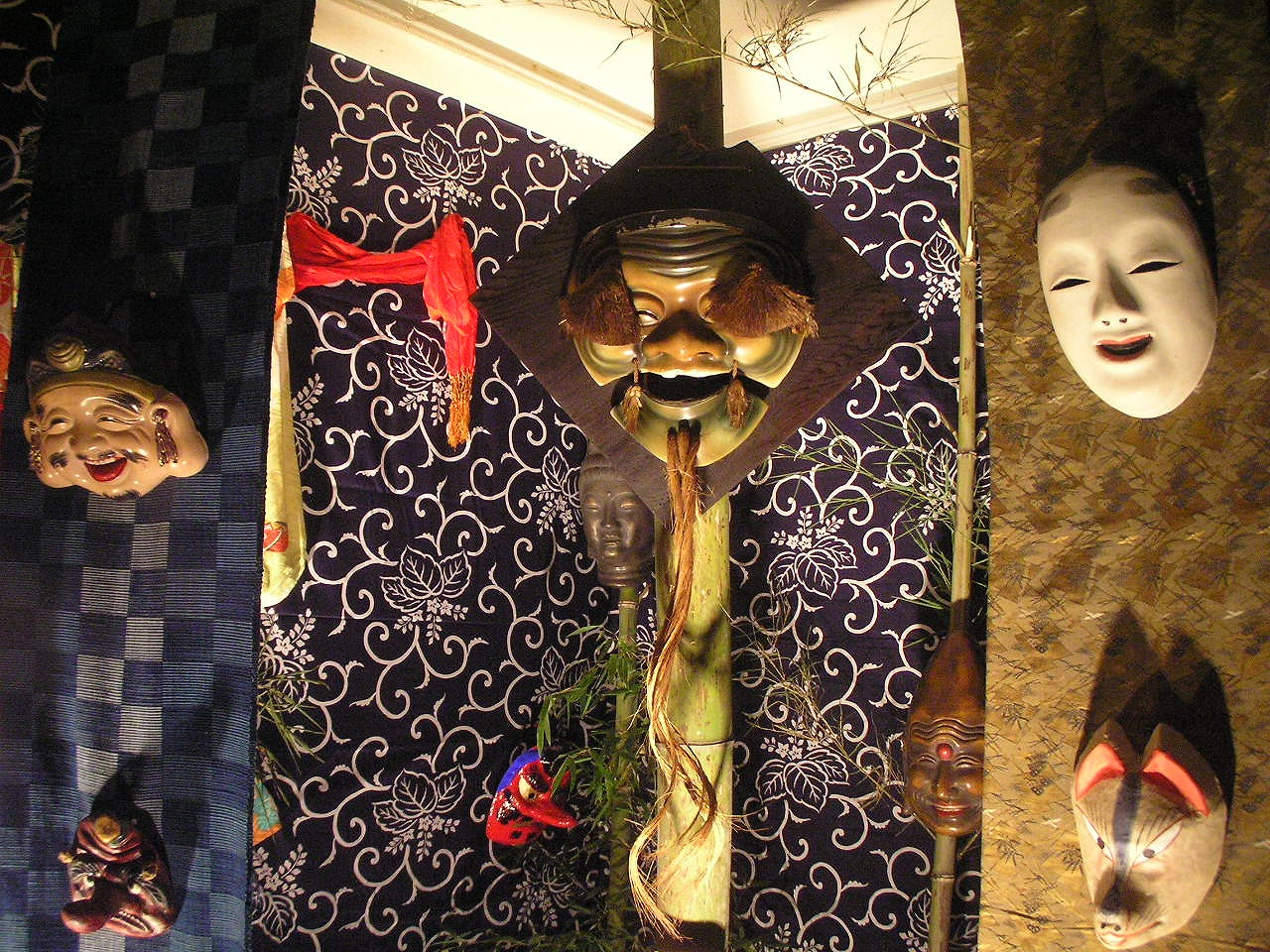
日本古来の仮面

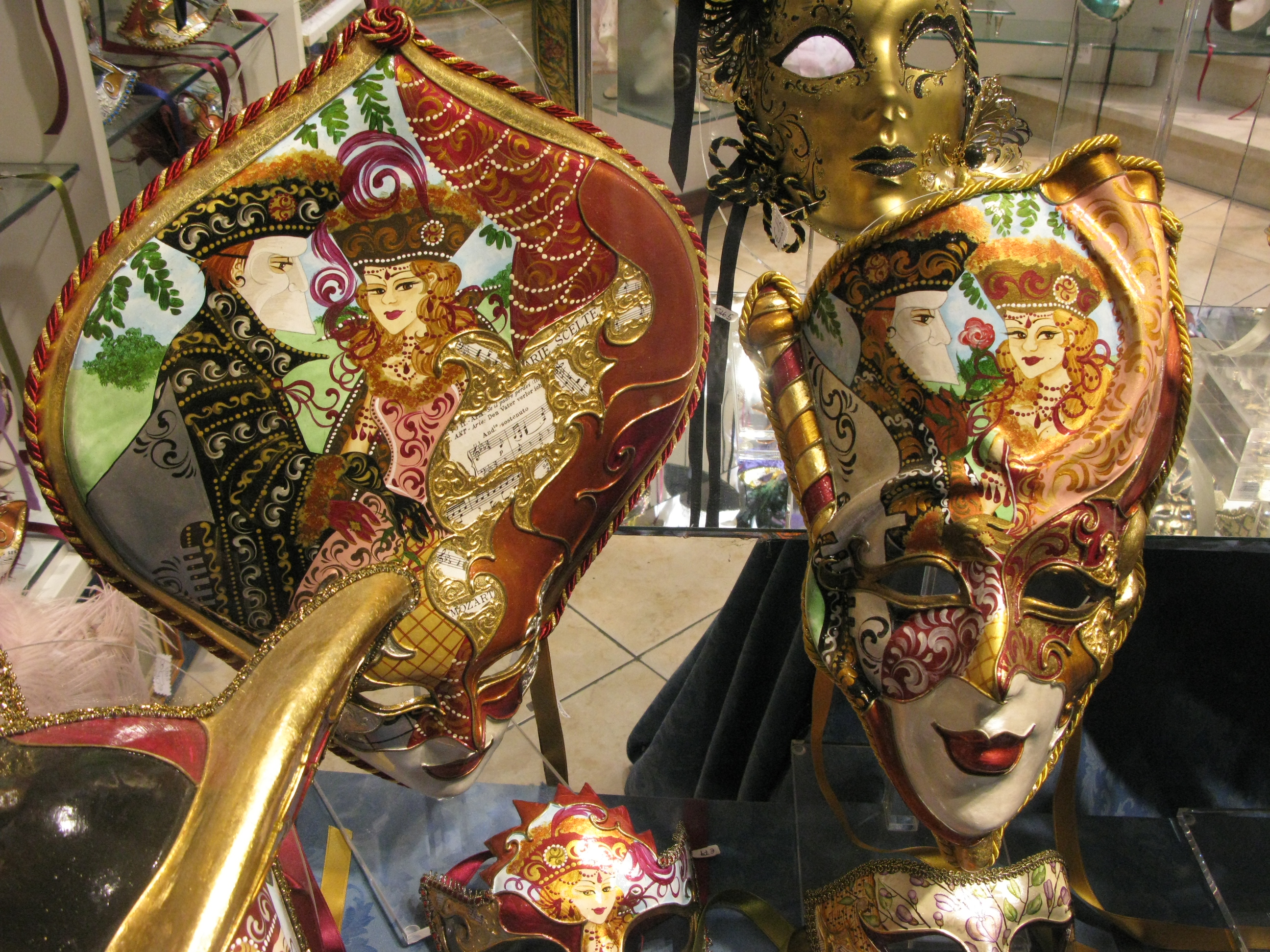
ヴェネツィア本島で売られているカーニバル用の仮面。ヴェネツィアのカーニバルは仮面舞踏会に大きな影響を与えた

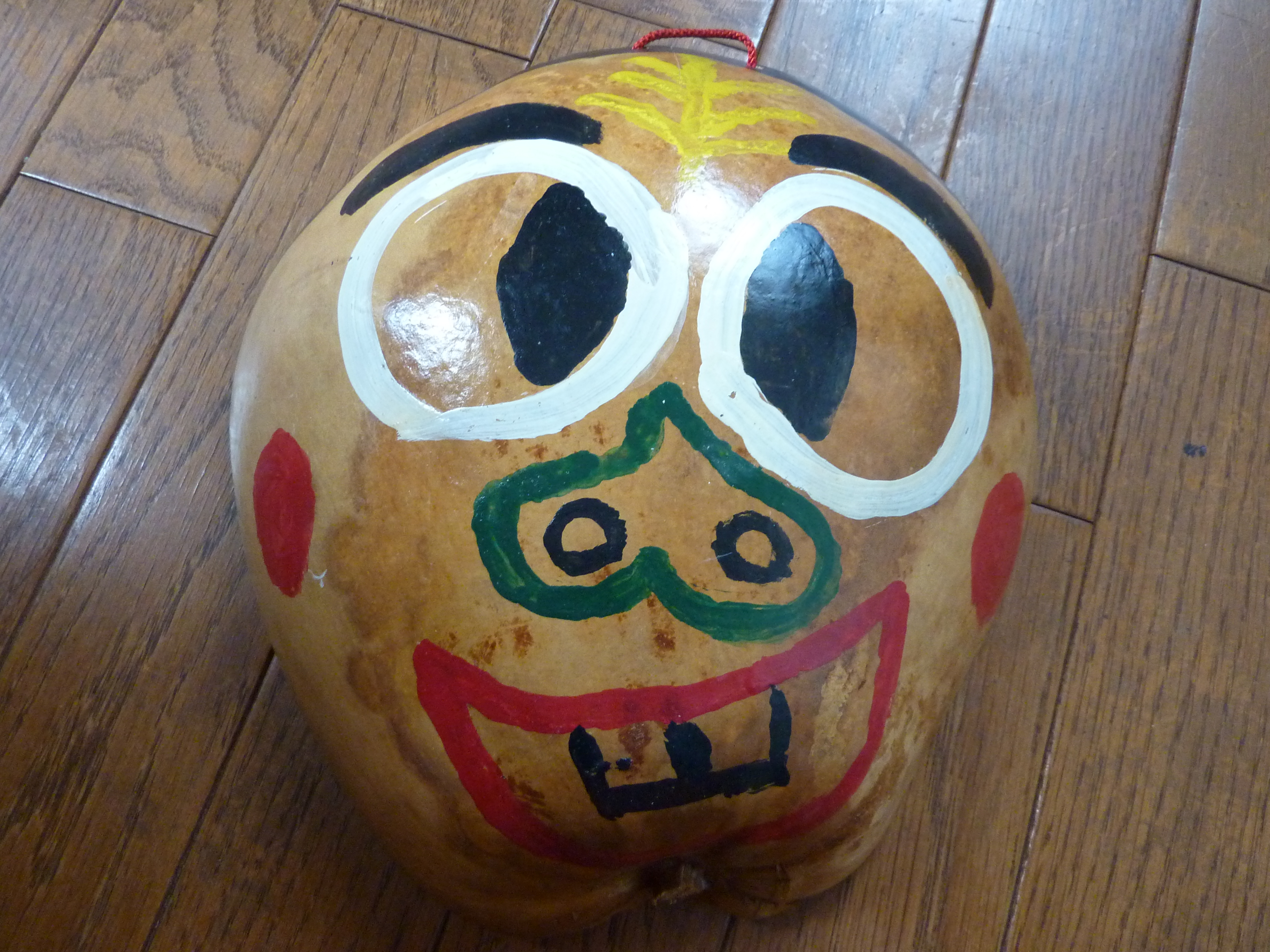
図画工作の授業で作られた仮面

顔を覆って隠すことはさまざまな意味合いがある。他人からはわからないということのみならず、装着するマスクがかたどっている神・精霊・動物（実在架空を問わず）等そのものに人格が変化する（神格が宿る）とも信じられ、古くから宗教的儀式・儀礼またはそれにおける舞踏、あるいは演劇などにおいて用いられてきた。こうした性格のものは、日本においては一般的にはマスクといわれず、仮面と称されることが多い。
そうした仮面舞踏（儀礼）は、紀元前4000年ごろにすでに行われていたという。これは当時に描かれたアフリカのアルジェリア・タッシリ・ナジェールの洞窟壁画（英語版の写真ギャラリーも参照）から推測されている。日本における最古の仮面は縄文時代中期前半（5千年以上前）の土面であるという。現存する国内最古の木製仮面は弥生時代終末（3世紀）の纏向遺跡から出土したものである。
いっぽう、顔を隠すという意味合いが強いマスクは、日本においては一般に覆面と呼ばれ、「覆面強盗」や「覆面レスラー」などのように用いられる（なお、上記の衛生マスクと同様に、神事・仏事、または貴人への配膳の際に口を覆って息がかからないようにするためのものも覆面と呼ぶ。一般に和紙などによって作られる）。
しかしながら、中世ヨーロッパにおいておこった仮面舞踏会（マスカレード）での「仮面」は、上記の宗教的儀式のように仮の何者かになりきるわけではなく、顔を隠すという意味合いが強い。よって、布などのやわらかい素材で顔を隠す（顔を覆う）マスクを覆面といい、硬質の素材で作られたマスクを仮面と呼ぶような用法が日本では一般的とみられる（これは物品に対するものであり、言語そのものに関することは国語辞典などを参照されたい）。
日本における伝統芸能である能（能楽）などに用いる仮面（能面）等は、わざわざ仮面とは称さず、単に面と呼ぶ（専門的には「おもて」と呼ぶ）。そうした面のていねい語（幼児語）がお面であり、現在でも祭礼などの際に大道で的屋が子供向けにさまざまなキャラクター物を販売している。
このように、面・仮面・覆面などはすべてマスクではあるが、日本においては用法に微妙な差がある。

## 仮装用マスク

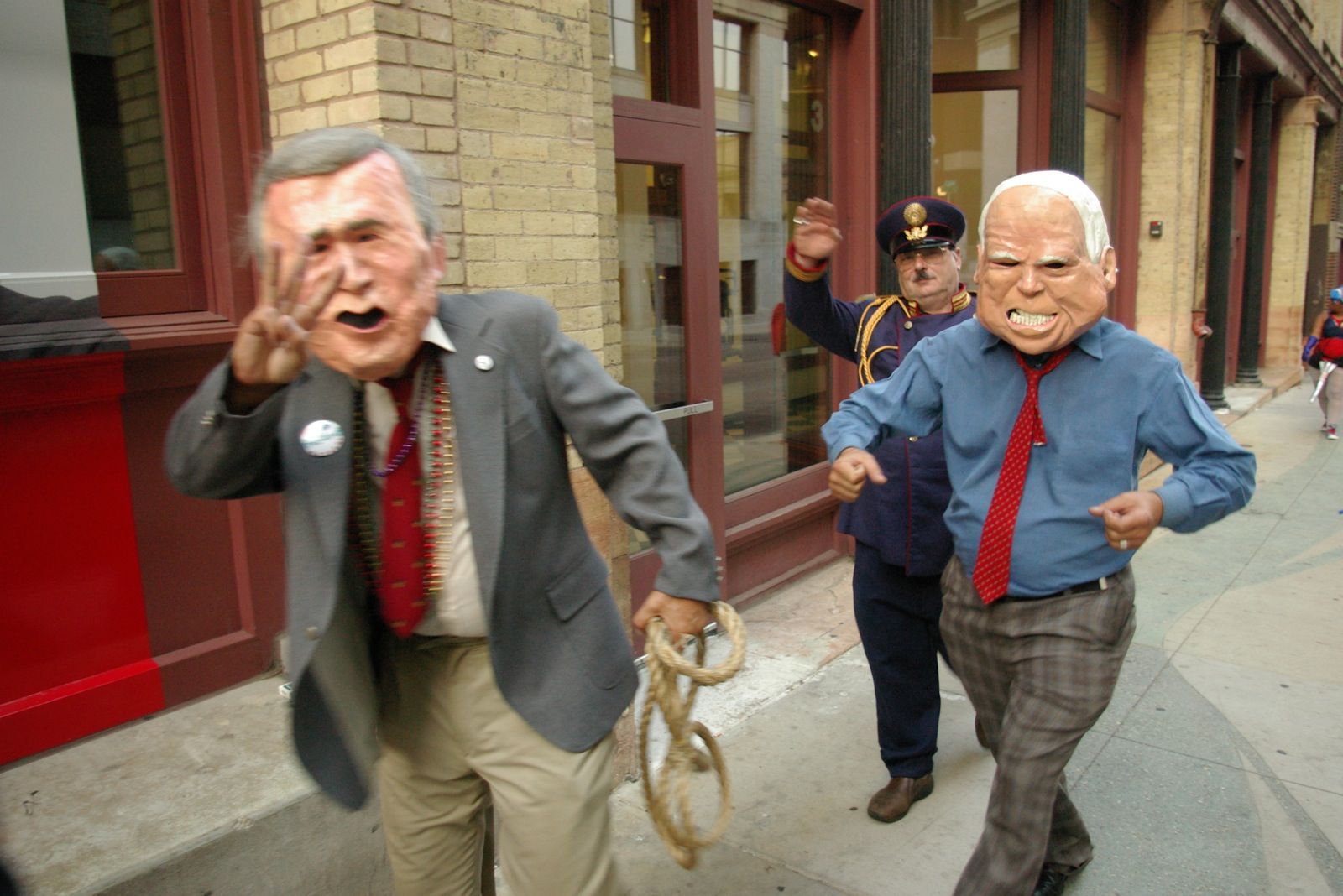
政治家のマスクをかぶって集会に出かける人々（2008年米共和党大会）

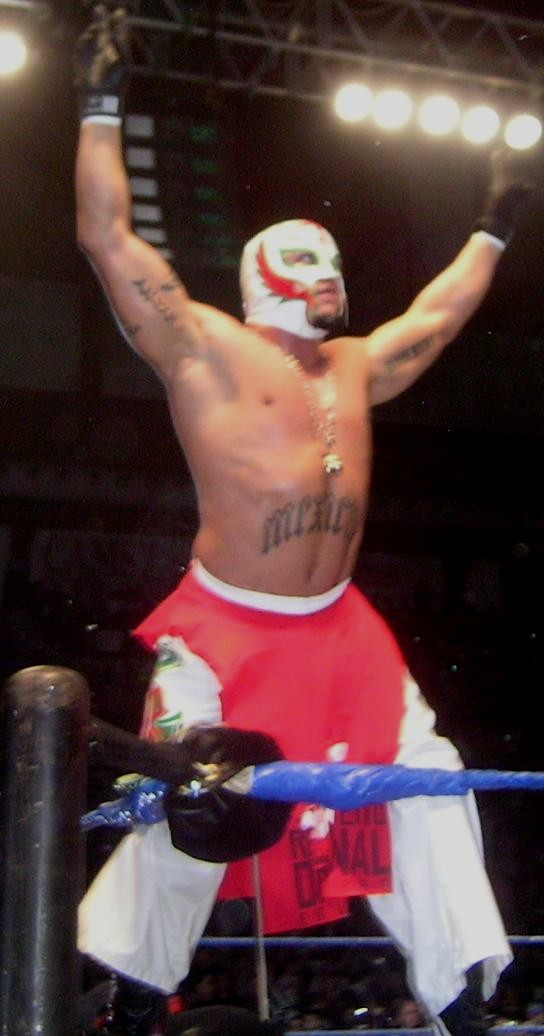
覆面レスラー（オスカー・グティエレス）

以下に、こうした演劇・芸能等に用いられるものではない仮装用マスクの実例などを述べる。
- いわゆるパーティーグッズとしての仮装用マスク（変装マスク）はゴム（軟質プラスチック）製（en:Latex mask）で、動物や架空または実在の人物の顔を模して作られたものが多い。頭全体を覆う（頭からかぶる）タイプでは、目・鼻・口などの部分に穴が開いている。種類としてはウマ、狼男、フランケンシュタインが人気があるという。また、政治や政治家を批判するPR活動のときに、その政治家の顔を模したマスクが用いられることがある（en:Richard Nixon mask）。これらのマスクで著名なのは米国ドンポスト社（en:Don Post）や日本のオガワゴム製のものである。ドンポスト社では政治家や前述のフランケンシュタインなどのユニバーサル映画のモンスターやスター・ウォーズ・シリーズなどのキャラクターマスクを商品化していた。また、これらは頭からかぶるため「かぶりもの」とも俗称される。言葉のニュアンスとしては仮面とも覆面とも言いがたく、仮装用マスクとしか言いようがない。ゴム製のものも多くラバーマスクとも呼ぶ。
- ドミノマスク / 女王様マスク（en:Domino mask）と呼ばれる目など顔の上半分のみを覆うアイマスク状の仮面も、SM用途に限らず現代では仮装やパーティーグッズとして広まっている。フィクションでは『バットマン』の登場人物のロビンの着用例が挙げられる[3]。チョウを模した形状の場合はバタフライマスクとも呼ばれる。古くは仮面舞踏会が挙げられ身分や素性を問わず男女が交遊できたという背徳的な雰囲気から用いられるようになったと推測される。ヴェネツィア・カーニバルではこれ以外にも顔全体を覆い隠すものも複数種で用いられておりヴェネツィアマスクとも呼ばれる（en:Carnival of Venice#Types of masks）。
- ジョークグッズのひとつとして、鼻の下にヒゲをつけ、それをメガネと組み合わせたものも鼻マスクと呼ばれているが、医療用の鼻マスクとは異なる。ひげメガネ、鼻メガネともいうが、ヒゲ無しのものや眉毛だけ付いたものもある。また、本来「鼻メガネ」（鼻眼鏡）はツル無しメガネの総称である。

### 目かつら
1800年中頃に、北斎や国芳などの浮世絵師たちが、面白おかしく歪んだ人間の表情を描いた「百面相」を版行した。これを受けて、1781‐89年に吉原の幇間が行った「七変目」に始まる目の部分に穴を開けた目元だけを覆う紙に変顔を描いた仮面である「目かつら」（目鬘、めかつら）が流行した。1804‐18年頃に、落語家の三笑亭可上による「百眼」と称す寄席を講演し話題となった。天保期には、人の集まる場所で目かつら売りの屋台が出るなど、一般大衆にも広がった。
江戸時代の日本において、「百眼（ひゃくまなこ）」と呼ばれる行商が客寄せとして目かつらを使った寄席芸の百面相を行い歯磨き粉を販売した。その表情のおかしさから人気を呼び、のちに当時の先進的な演劇であった歌舞伎にも取り入れられた。また、博多仁和加では同様の「半面」を現在でも用いており、二◯加煎餅の意匠としても知られる。これも一種の仮装用のマスクである。

## アフリカの仮面

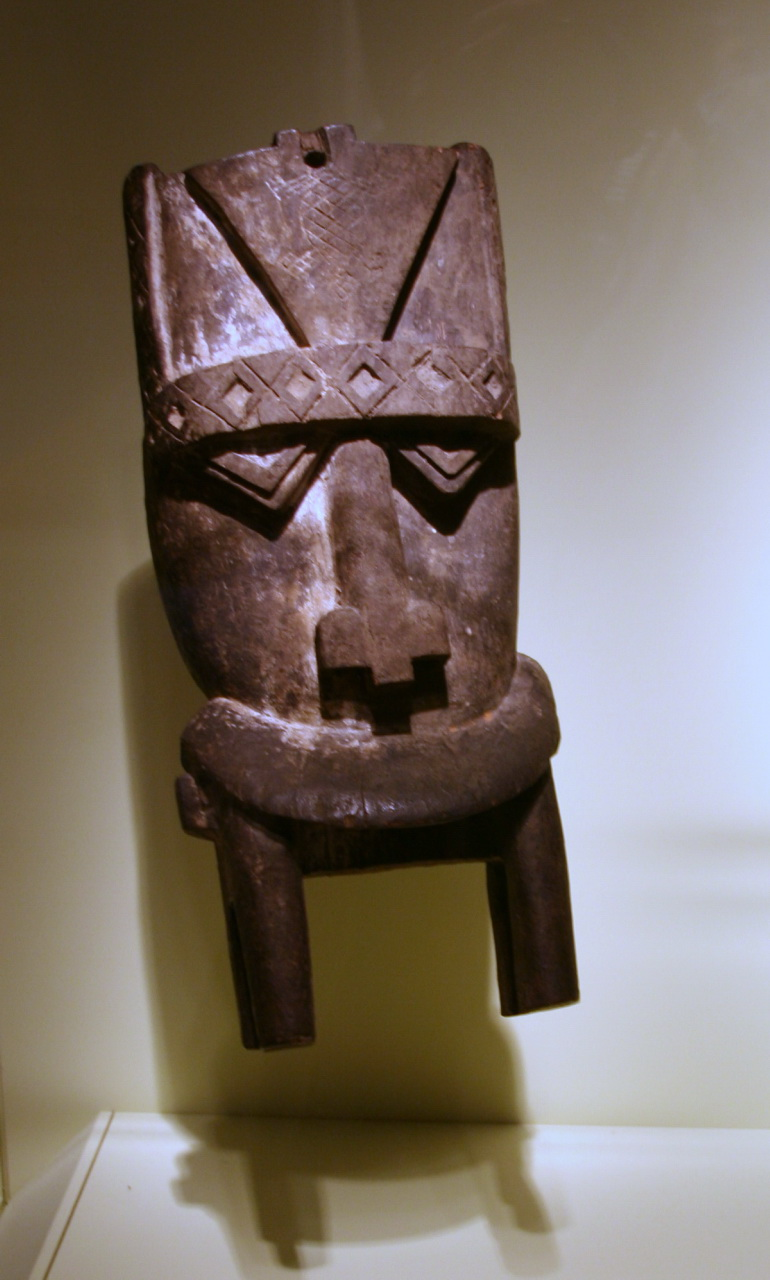
ナイジェリアのイジョ族の仮面

アフリカ大陸では、それぞれの地域に住む部族が、祭祀のために、それぞれ独特の仮面を作ってきている。これらの仮面は、大陸の各国が離合集散を繰り返してきていても、しばしば国境線を超えて、以前からの部族社会が各地で生き残っていて、独特の仮面を維持している。その多くは美術的にも高く評価されている。
しかし、これらアフリカの仮面については、ヨーロッパ（とくにフランスや英国）や米国（たとえばアイオワ大学）で研究や紹介が行われているものの、日本では、ほとんど紹介されていない。

## インディアンの仮面治療
北アメリカのインディアン（ネイティブ・アメリカン）の多くの部族では、仮面には呪術的な強い力＝霊力があると考えられており、シャーマン（＝医者）が仮面を被って病気の治癒を祈祷する「仮面治療」（＝医療）が一般的に行われていた（いる）。そもそも、病気と言う物は、「魂の抜けた状態」と考えられており、「悪霊の仕業」か「悪い呪術師の呪い」によって起こると考えられていたからである。また、儀式で病気を治す仮面の呪術団（仮面団）が存在し、病気を治してもらった者は、仮面団に加わり、治療の手伝いをする義務があった。

## 著名なマスク
「デスマスク」、「ライフマスク」の項を参照のこと。
- 日本面 - 伎楽面、能面、おかめ、ひょっとこ、狐面
- ツタンカーメンのマスク（世界で最も知られた芸術作品・デスマスクの一つ）
- ネイティブ・アメリカン・マスク
- ガイ・フォークス・マスク - 映画『Vフォー・ヴェンデッタ』（2005年）以降、アノニマスなどに見られるように、ガイ・フォークスの仮面はある種の抵抗運動のシンボルとなっている。節「影響」を参照。

## 博物館
- Museo Nacional de la Máscara（英語版） - メキシコ国立仮面博物館
- Second Face: Museum of Cultural Masks - オンライン博物館
- International Carnival and Mask Museum - ベルギー、バンシュの博物館
- Museo delle maschere mediterranee（イタリア語版） - 地中海マスク博物館の意。サルデーニャの民族学博物館。

日本
- 日本仮面歴史館
- アフリカ仮面美術館

## イベント
- rabaul mask festival - 毎年、パプアニューギニアのラバウルで行われる全世界の仮面が関わるも催し[11]。

## 関連項目

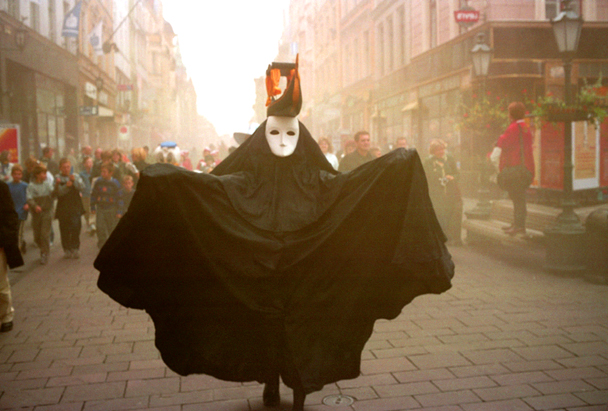
ポーランドの野外演劇での仮面